# Louise Abbéma
Louise Abbéma (Étampes, 30 de octubre de 1853-París, 10 de julio de 1927) fue una pintora, escultora y diseñadora francesa de estilo impresionista.

## Biografía

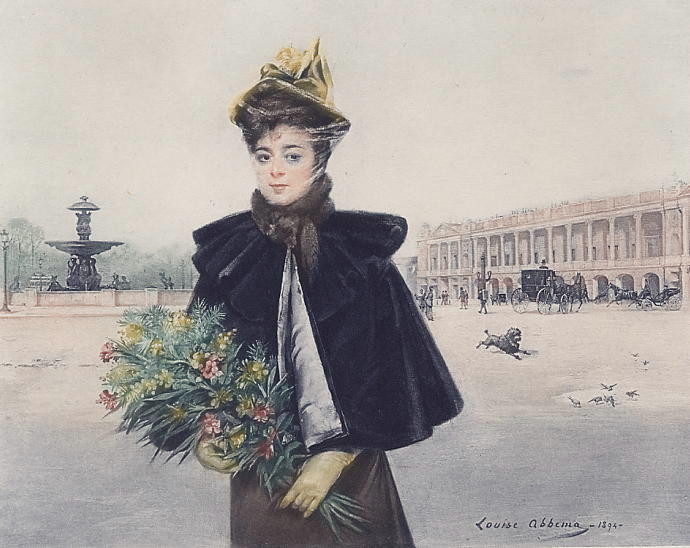
Matin d'avril (Mañana de abril), obra de Louise Abbéma, óleo sobre lienzo, 1894.

Nació en Étampes (Essonne),  Francia en el seno de una familia acaudalada de amantes del arte que la introdujeron en los círculos artísticos de la época. Fue nieta de la actriz Luisa Contat y del conde Luis de Narbona.

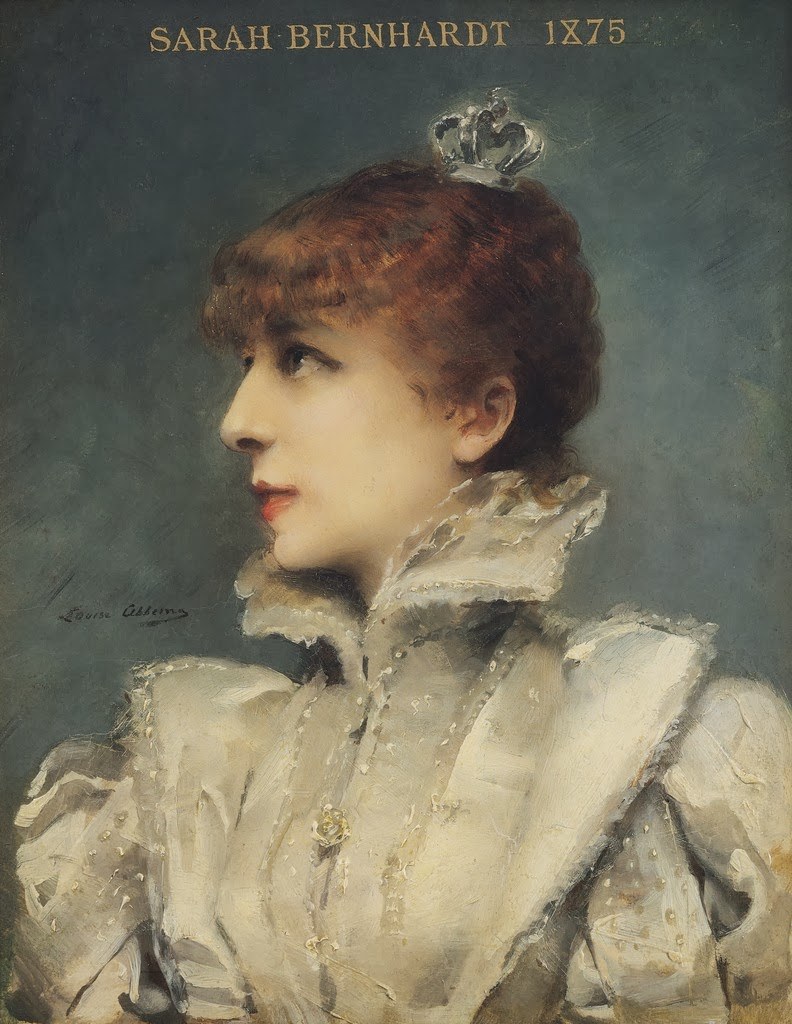
Retrato de Sarah Bernhardt, 1875

Abbéma empezó a pintar a una temprana edad y estudió con personas notables de la época, como Charles Joshua Chaplin en 1873, Carolus-Duran un año después y más tarde con Jean-Jacques Henner. Recibió reconocimiento por su trabajo a sus 23 años cuando pintó un retrato de Sarah Bernhardt, con quien se presume que tuvo una relación sentimental.
Por sugerencia de Carolus-Duran expuso regularmente en el Salón de París desde 1874, recibiendo una mención honorífica en 1881.
Trabajó en un estudio de París en la calle Blanche 91 y, a partir, de 1876, en la calle Laffitte 47. Sus retratos de famosos contemporáneos le garantizaron el éxito de su carrera. Inicialmente retrataba principalmente a hombres y mujeres miembros de la Comédie-Française con sus trajes, como Jeanne Samary (1879) y Barretta Blanche (1880). Algunos de sus retratos como el de Ferdinand de Lesseps (1884) fueron incluidos en los salones anuales de la Sociedad de los Artistas Franceses, mientras que otros fueron directamente a las manos de los clientes que los habían encargado (por ejemplo, Retrato de Madame Lucien Guitry, 1876). De algunas de sus obras sólo se conocen los comentarios hechos por sus contemporáneos (por ejemplo: los retratos de sus maestros Jean-Jacques Henner, Carolus-Duran en 1880 y el arquitecto francés Charles Garnier). Más retratos realizados por Abbéma son los de Pedro II, emperador de Brasil, Paul Mantz (1879) y Charles Joshua Chaplin.

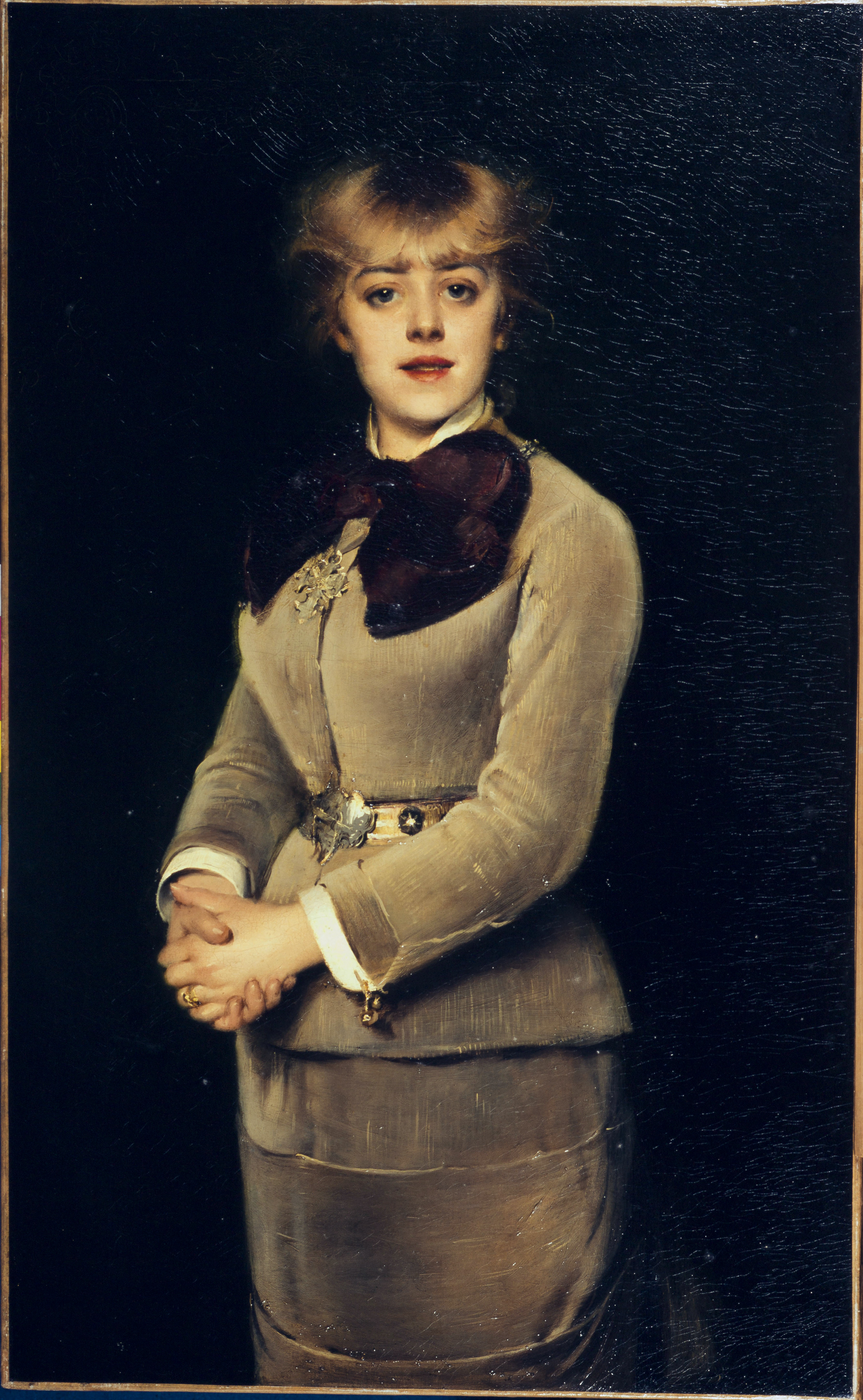
Retrato de Jeanne Samary (1879) Museo Carnavelet, París.

Abbéma se especializó en pinturas al óleo o con acuarelas y muchas de sus obras muestran la influencia de los pintores chinos y japoneses, así como de maestros contemporáneos como Édouard Manet. Su afición por las flores se refleja en muchas de sus obras.
Con menos frecuencia pintó paisajes o marinas. Pueden mencionarse entre ellos, El señor y la señora de Grièges, pintado en 1874, El Barón de Dourdan y el perro Molda en Tréport), siendo más frecuentes los interiores como la pintura al óleo Almuerzo en el invernadero (1877, ahora en el Museo de Bellas Artes en Pau), donde se representa al actor Emile de Najac, sus padres y hermana Jeanne y Sarah Bernhardt.
Durante la construcción de los ayuntamientos de los distritos 7, 10 y 20 parisienses fue Abbéma la encargada de la ejecución de las pinturas murales decorativas de estas cámaras municipales. También creó pinturas para otros edificios de la capital francesa, como Gismonda y las mujeres de Samaria y Urraca (1904 y 1907 expuestos hoy en el Salón de París) para el Teatro Sarah Bernhardt (hoy Teatro de la Ville), temas alegóricos para el Museo del Ejército y la sala de la Sociedad Nacional de Horticultura de Francia, así como pinturas para la Ópera de París. También trabajó en edificios construidos fuera de París, como una pintura de la abadía de Fécamp y un retrato de la duquesa Ana de Bretaña (1911) para el Gran Salón del Ayuntamiento de Redon. También realizó un panel para el antiguo palacio del gobernador de Dakar (Senegal). Muchos de los grabados de Abbéma, la mayoría son retratos, se pueden encontrar en la antigua colección de JJ Meier en la Galería de arte de Bremen.
Abbéma también estuvo entre los artistas cuyas obras fueron expuestas en el Edificio de la Mujer en 1893, con ocasión de la Exposición Mundial Colombina de Chicago. Entre esas obras estaba un busto de Sarah Bernhardt esculpido por Abbéma.
Abbéma no solo fue conocida como pintora, artista gráfica y escultora sino que también fue una consumada diseñadora, así como una escritora que hizo contribuciones regulares a las revistas Gaceta de Bellas Artes, El Arte y El Arte y la Moda. Como ilustradora, realizó varios grabados para René Maizeroys de La Mer.

## Reconocimientos
Entre los muchos reconocimientos que recibió se encuentra la nominación como "Pintora oficial de la Tercera República". En el Salón de París de 1881 obtuvo mención honorífica. También fue premiada con la medalla de bronce en 1900 durante la Exposición Universal de París y en 1906 fue nombrada Caballero de la Orden de la Legión de Honor.

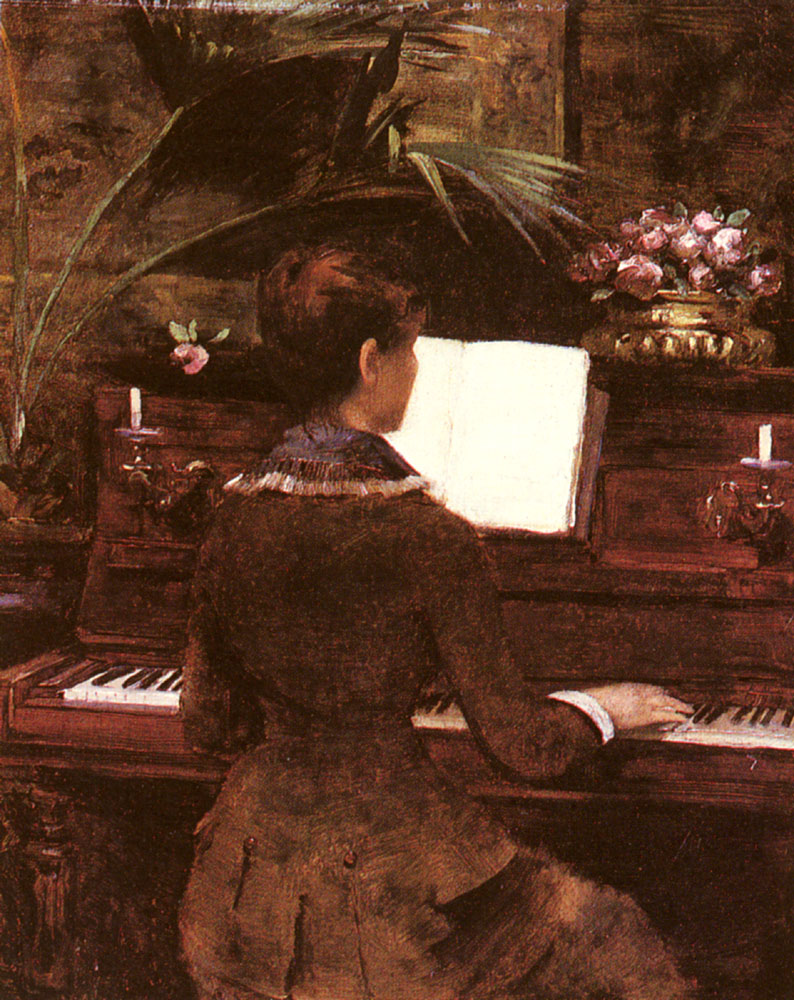
En el piano colección privada.

## Obras

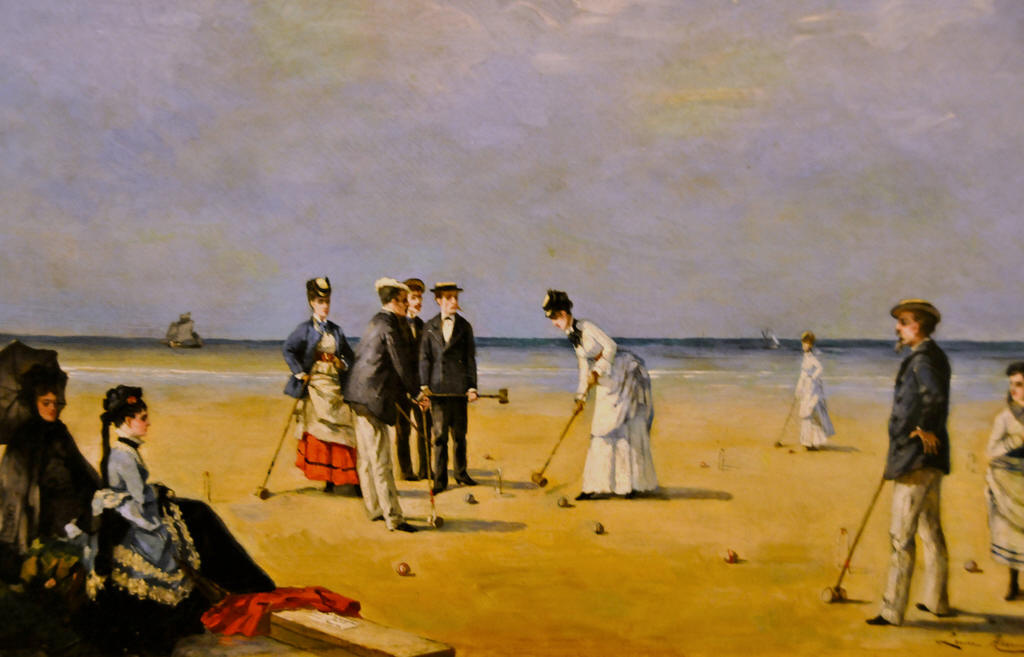
Juego de cróquet (1872) Colección Tremaine Arkley, Oregón.

- Juego de cróquet (1872) Colección Tremaine Arkley, Oregón.
- Retrato de Sarah Bernhardt (1875).
- Sarah Bernhardt (1875). Relieve. Medallón[7]
- Señora Lucien Guitry (1876).
- Almuerzo en el invernadero (1877).
- Donde los ángeles juegan (1878) colección privada.
- Retrato de Jeanne Samary (1879) Museo Carnavelet, París.
- Autorretrato (1880) Museo Municipal, Étampes.
- Retrato de Barretta Blanche (1880).
- Retrato de Carolus-Duran (1880).
- Retrato de Ferdinand de Lesseps (1884).
- La pintura (1885).
- Colombina (1885).
- Arlequina (1885).
- Japonesa con mariposas (1888).
- La japonesa (1888).
- El Japón (1890) colección privada.
- Mañana de abril (1890) colección privada.
- Desayuno en el invernadero (1893) Museo de Orsay, París.
- Musa de la música (1893) colección privada.
- Retrato de Sarah Bernhard (1893).
- Una canción de tarde (1893) colección privada.
- Elegante plaza de la Concordia (1894) Museo Carnavelet, París.
- Mañana de abril (1894).
- Alegoría de la música (1897).
- Alegoría de la música (1897).
- La escultura (1897).
- La música (1897).
- La pintura (1897).
- Retrato de una niña con cinta azul (1897) Museo Nacional de las Mujeres en las Artes, Washington D. C.
- La famosa Benedictina (1899).
- Panel decorativo: alegoría de la primavera (1902) Museo de Orsay, París.
- Panel decorativo: alegoría del invierno (1902) Museo de Orsay, París.
- Monseñor Kandelaffté, arzobispo de Palmyre (1908).
- Señora Carrié Wisler-Swain (1908).
- Angelotes (1910) colección privada.
- Retrato de la señora B. (1911).
- Flora (1913) colección privada.
- Jarrón con flores (1914) Galería Delvaille, París.
- Retrato de Sarah Bernhardt (1921) Museo de Orsay, París.
- A la espera del amo colección privada.
- Aseo de la verdad.
- Caza de tiro.
- El Barón de Dourdan y el perro Molda en Tréport.
- El Invierno.
- El mes de diciembre colección privada.
- El Señor y la Señora de Grièges.
- En el piano colección privada.
- Entre las flores.
- Jardín floreado colección privada.
- Jarrón, gallo y búho.
- Las Estaciones.
- Mañana de Abril.
- Mujer con mantilla y paraguas colección privada.
- Mujer desnuda echada colección privada.
- Mujer elegante y su perro en la avenida de Bois colección privada.
- Mujer en círculo de flores.
- Mujer escribiendo en su diario.
- Napoleón y Josefina colección privada
- Niña colección privada.
- Plaza de la Concordia.
- Retrato de Don Pedro II.
- Retrato de Charles Garnier.
- Retrato de una niña con sombrero.
- Retrato de un desconocido colección privada.
- Té después del medio día.
- Una fiel compañía.
- Un jardín acuarela.